# Matthäus von Rosthorn der Ältere
Matthäus Rosthorn, seit 1790 Edler von Rosthorn (* 1721 in Preston, Lancashire, England; † 3. Jänner 1805 in Wien; zur Unterscheidung von seinem Sohn auch der Ältere genannt sowie in England Matthew Rosthorn oder Rowsthorne bzw. Rawthorne oder Rawsthorn oder Rawsthorne) war ein englischer Ingenieur, der zum Stammvater der österreichischen Rosthorn-Dynastie wurde.

## Leben
Der bereits in Lancashire bekannte Ingenieur Matthew Rosthorn siedelte 1765 auf Einladung Kaiserin Maria Theresias nach Österreich um. Er baute in Wien-Landstraße eine erste Produktionsstätte für Metallknöpfe auf und legte damit den Grundstein für ein verzweigtes Industrieimperium. Im Jahr 1792 wurde in Fahrafeld im Triestingtal ein Walzwerk für die Vorproduktion errichtet.
Rosthorn war dreimal verheiratet (seine beiden ersten Frauen starben vorzeitig). Seine insgesamt sechs Söhne waren alle erfolgreich in den verschiedenen Unternehmen der Familie eingebunden und beteiligt.
Kaiser Joseph II. erhob Matthäus Rosthorn 1790 in den erblichen Adelsstand, der sich fortan Matthäus Edler von Rosthorn nennen durfte. Er war der Vater von August von Rosthorn.